# Allium longistylum
Allium longistylum — вид рослин з родини амарилісових (Amaryllidaceae); поширений у північному Китаї й Кореї.

## Опис
Цибулини зазвичай скупчені, циліндричні, діаметром 0.4–0.8 см; оболонка червоно-коричнева, блискуча. Листки від майже рівних до трохи довших від стеблини, 2–3 мм завширшки, зверху жолобчасті. Стеблина (10)30–50 см, кругла в розрізі, вкрита листовими піхвами лише в основі. Зонтик кулястий, багатоквітковий або іноді малоквітковий. Оцвітина від червоної до пурпурно-червоної; зовнішні сегменти довгасті, 3.5–4.5 × 1.8–2.3 мм; внутрішні яйцюваті, 4–5 × 2–2.5 мм. Період цвітіння й плодоношення: серпень — вересень.

## Поширення
Поширення: Корея, Китай — Хебей, Внутрішня Монголія, Шаньсі.
Населяє схили, рівнини; 1500–3000 м.